# Pablo Ansaloni
Pablo Miguel Ansaloni (Colón, 9 de mayo de 1971) es un sindicalista y político argentino de La Libertad Avanza, que se desempeña como diputado nacional por la provincia de Buenos Aires.

## Biografía
Nació en 1971 en Colón, localidad del norte de la provincia de Buenos Aires. Ha sido un trabajador rural desde su juventud, llegando a ser dirigente de la Unión Argentina de Trabajadores Rurales y Estibadores (UATRE).
Su carrera política comenzó en el seno del Partido Justicialista (PJ). Fue miembro del consejo del PJ de Colón entre 2007 y 2011, y luego se desempeñó como presidente del PJ de Colón de 2008 a 2013. En 2013, se afilió al Partido Fe, encabezado por el exlíder sindical de trabajadores rurales Gerónimo Venegas.
Antes de las elecciones presidenciales de 2015, el Partido Fe se alió con Cambiemos y respaldó la candidatura presidencial de Mauricio Macri. Ansaloni se postuló para un escaño en la Cámara de Diputados de la Nación en las elecciones legislativas de 2017, siendo el candidato número 14 en la lista de Cambiemos en la provincia de Buenos Aires. La lista fue la más votada en las elecciones generales con el 42,15% de los votos y Ansaloni fue elegido.
Integra como vocal las comisiones de Recursos Naturales y Conservación del Ambiente Humano; de Deportes; de las Personas Mayores; de Agricultura y Ganadería; y de Legislación Laboral. Se opuso a la legalización del aborto en Argentina, votando en contra de los dos proyectos de ley de Interrupción Voluntaria del Embarazo que fueron debatidos por el Congreso argentino en 2018 y 2020
Abandonó el bloque de Juntos por el Cambio (Cambiemos) tras las elecciones presidenciales de 2019, formando parte del bloque Unidad Federal y Desarrollo, encabezado por el diputado mendocino José Luis Ramón. Antes de las elecciones legislativas de 2021, Ansaloni y el Partido Fe respaldaron al gobernante Frente de Todos.
En enero de 2021, causó controversia cuando hizo declaraciones antisemitas durante un discurso a miembros de su partido. Sus comentarios fueron condenados por su partido y la UATRE ordenó su expulsión del sindicato. También fue condenado por la Delegación de Asociaciones Israelitas Argentinas (DAIA). Más tarde emitió una disculpa y se retractó de sus declaraciones.
Se postuló como candidato a diputado nacional por la provincia de Buenos Aires para las elecciones presidenciales de 2023 por el frente La Libertad Avanza, resultando electo para el período 2023-2027.

### Asociación Ilícita
El actual titular la UATRE, José Voytenco acusó a Pablo Ansaloni y Marcelo Acevedo de encabezar una asociación ilícita y de haber desviado más de 10,5 millones de pesos a través de facturaciones irregulares, cuando administraba los fondos de la obra social (Osprera), una de las prestadoras médicas más grandes del país.